# Метрополітен Чженчжоу
Метрополітен Чженчжоу (кит.: 郑州地铁) — система ліній метро в місті Чженчжоу, Хенань, КНР. Метрополітен відкрився 28 грудня 2013 року. У системі використовуються шестивагонні потяги що живляться від повітряної контактної мережі.

## Історія

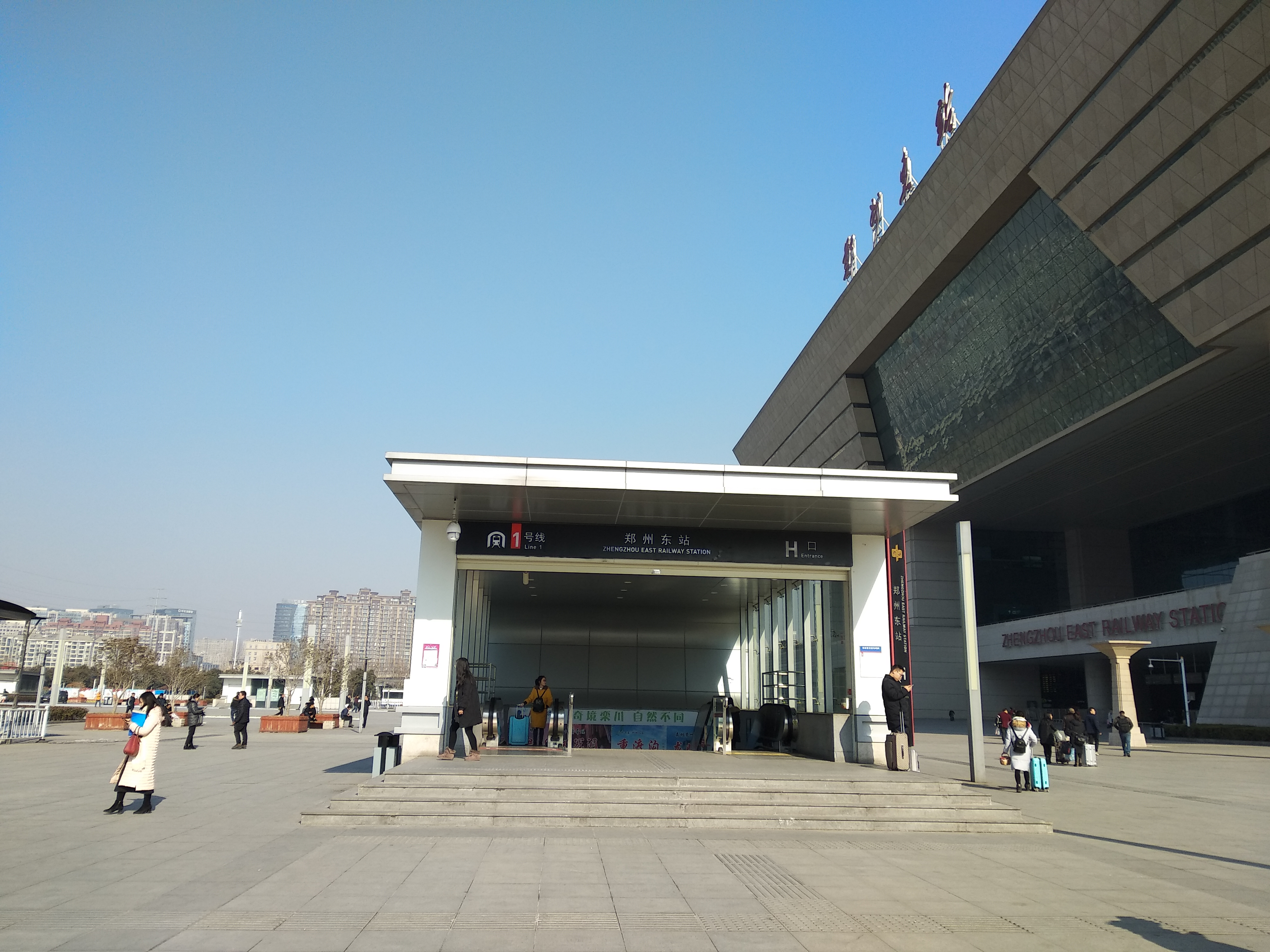
Вихід з метро біля залізничного вокзалу

Перший проєкт будівництва метро в місті розробили у 1970-х, передбачалося побудувати 6 станцій та 10 км тунелю. Проєкт був подвійного призначення по перше громадський транспорт, по друге бомбосховище на випадок війни. У 1975 році почалося будівництво яке припинили у 1980 році. На той час було збудовано близько 1 км тунелю. Знов до проєкту повернулися тільки на початку 2000-х. Проєкт затвердили у 2008 році. Будівництво почалося 6 червня 2009 року, початкова ділянка відкрита у 2013 році складалася з 20 станцій та 26,4 км. Друга лінія відкрилася 19 серпня 2016 року. Знов систему розширили 12 січня 2017 року, було відкрито ще 9 станцій Лінії 1, та 12 станцій південної частини Лінії 2.

## Лінії
- Лінія 1 (червона) — повністю підземна, 29 станцій та 41,5 км.
- Лінія 2 (жовта) — основна лінія повністю підземна, 16 станцій та 20,6 км. Південна ділянка зараз експлуатується як частина Лінії 2, в майбутньому буде передана Лінії 9. Південна ділянка лінії складається з 11 станцій (6 підземних та 5 естакадних) та 31,7 км. Ще 3 станції будуть відкриті на діючій ділянці.

## Розвиток
На початок 2018 року в місті будуються три лінії, відкрити які планують до 2021 року. Ще 7 ліній планується.
- Лінія 3 — 31 станція та 40,7 км.
- Лінія 4 — 28 станцій та 30,1 км.
- Лінія 5 — кільцева лінія, 32 станції та 40,4 км.

## Режим роботи
Метрополітен працює з 6:00 до 22:00, південна частина Лінії 2 працює з 6:00 до 21:00.